# Episodi di Carovane verso il West (quinta stagione)
La quinta stagione della serie televisiva Carovane verso il West (Wagon Train) è andata in onda negli Stati Uniti dal 7 settembre 1961 al 13 giugno 1962 sulla NBC.
| nº | Titolo originale               | Prima TV USA     | Titolo italiano | Prima TV Italia |
| -- | ------------------------------ | ---------------- | --------------- | --------------- |
| 1  | The Captain Dan Brady Story    | 7 settembre 1961 |                 |                 |
| 2  | The Kitty Albright Story       | 4 ottobre 1961   |                 |                 |
| 3  | The Maud Frazer Story          | 11 ottobre 1961  |                 |                 |
| 4  | The Selena Hartnell Story      | 18 ottobre 1961  |                 |                 |
| 5  | The Clementine Jones Story     | 25 ottobre 1961  |                 |                 |
| 6  | The Jenna Douglas Story        | 1º novembre 1961 |                 |                 |
| 7  | The Artie Matthewson Story     | 8 novembre 1961  |                 |                 |
| 8  | The Mark Miner Story           | 15 novembre 1961 |                 |                 |
| 9  | The Bruce Saybrook Story       | 22 novembre 1961 |                 |                 |
| 10 | The Lizabeth Ann Calhoun Story | 6 dicembre 1961  |                 |                 |
| 11 | The Traitor                    | 13 dicembre 1961 |                 |                 |
| 12 | The Bettina May Story          | 20 dicembre 1961 |                 |                 |
| 13 | Clyde                          | 27 dicembre 1961 |                 |                 |
| 14 | The Martin Onyx Story          | 3 gennaio 1962   |                 |                 |
| 15 | The Dick Pederson Story        | 10 gennaio 1962  |                 |                 |
| 16 | The Hobie Redman Story         | 17 gennaio 1962  |                 |                 |
| 17 | The Malachi Hobart Story       | 24 gennaio 1962  |                 |                 |
| 18 | The Dr. Denker Story           | 31 gennaio 1962  |                 |                 |
| 19 | The Lonnie Fallon Story        | 7 febbraio 1962  |                 |                 |
| 20 | The Jeff Hartfield Story       | 14 febbraio 1962 |                 |                 |
| 21 | The Daniel Clay Story          | 21 febbraio 1962 |                 |                 |
| 22 | The Lieutenant Burton Story    | 28 febbraio 1962 |                 |                 |
| 23 | The Charley Shutup Story       | 7 marzo 1962     |                 |                 |
| 24 | The Amos Billings Story        | 14 marzo 1962    |                 |                 |
| 25 | The Baylor Crofoot Story       | 21 marzo 1962    |                 |                 |
| 26 | The George B. Hanrahan Story   | 28 marzo 1962    |                 |                 |
| 27 | The Swamp Devil                | 4 aprile 1962    |                 |                 |
| 28 | The Cole Crawford Story        | 11 aprile 1962   |                 |                 |
| 29 | The Levi Hale Story            | 18 aprile 1962   |                 |                 |
| 30 | The Terry Morrell Story        | 25 aprile 1962   |                 |                 |
| 31 | The Jud Steele Story           | 2 maggio 1962    |                 |                 |
| 32 | The Mary Beckett Story         | 9 maggio 1962    |                 |                 |
| 33 | The Nancy Lee Davis Story      | 16 maggio 1962   |                 |                 |
| 34 | The Frank Carter Story         | 23 maggio 1962   |                 |                 |
| 35 | The John Turnbull Story        | 30 maggio 1962   |                 |                 |
| 36 | The Hiram Winthrop Story       | 6 giugno 1962    |                 |                 |
| 37 | The Heather Mahoney Story      | 13 giugno 1962   |                 |                 |

## The Captain Dan Brady Story
- Prima televisiva: 7 settembre 1961
- Diretto da: Virgil Vogel
- Scritto da: Gene L. Coon

### Trama
- Guest star: Ann Morell (Loretta), Edward Colmans (Brown), Stan Kahn (Kester), Michael McGreevey (ragazzo), Joseph Cotten (Dan Brady), Joanne Moriarty (Sally), Paul Comi (John Grey Cloud), David Faulkner (Murray), Dawn Wells (Mrs. Murray), Russell Thorson (sindaco), Mauritz Hugo (Haines), Glenn Strange (Brace)

## The Kitty Albright Story
- Prima televisiva: 4 ottobre 1961
- Diretto da: David Butler
- Scritto da: Norman Jolley

### Trama
- Guest star: Eleanor Audley (Mrs. Albright), Morgan Woodward (Barney), Arlen Stuart (Emily), Howard Wendell (Albright), Polly Bergen (Kitty Albright), Kathleen Freeman (Lolly), Jocelyn Brando (Lettie), Jon Locke (Smart Aleck)

## The Maud Frazer Story
- Prima televisiva: 11 ottobre 1961
- Diretto da: David Butler
- Soggetto di: Alford Van Ronkel

### Trama
- Guest star: Russ Conway (Isaac Frazer), Renee Godfrey (Willa Mae), Kathleen O'Malley (Dolly), Wesley Lau (sergente), Barbara Stanwyck (Maud Frazer), Nora Marlowe (Bessie Breen), Mary Adams (Julia)

## The Selena Hartnell Story
- Prima televisiva: 18 ottobre 1961
- Diretto da: Jerry Hopper
- Scritto da: Myles Wilder, William Raynor

### Trama
- Guest star: Barry Atwater (Ben Parker), William Hughes (Matt), Sheldon Allman (Gorman), Jack Smith (Ed Clark), Jan Sterling (Selena Hartnell), Claude Akins (Will Cotrell), H. M. Wynant (Jason Powers)

## The Clementine Jones Story
- Prima televisiva: 25 ottobre 1961
- Diretto da: David Lowell Rich
- Scritto da: Harold Swanton

### Trama
- Guest star: Henry Corden (Frank), Nestor Paiva (Gip), Fred Sherman (dottor Snodgrass), Frank Wilcox (Marshal Nolan), Ann Blyth (Clementine Jones), Dick York (Willie Maines), Roger Mobley (Homer Pettigrew), Willard Waterman (sindaco), James Millhollin (cassiere)

## The Jenna Douglas Story
- Prima televisiva: 1º novembre 1961
- Diretto da: Virgil Vogel
- Soggetto di: Peggy Shaw, Lou Shaw

### Trama
- Guest star: Juney Ellis (Mrs. Diggs), Charlie Briggs (Ed Linder), Robert Burton (Pete Thompson), Jean Engstrom (Sue Thompson), Carolyn Jones (Jenna Douglas), John Lupton (dottor David Miller), Andy Green (Henry Brandt)

## The Artie Matthewson Story
- Prima televisiva: 8 novembre 1961
- Diretto da: Jerry Hopper
- Scritto da: Thomas Thompson

### Trama
- Guest star: William Vaughn (Gil Fenton), Bart Carlin (barista), Art Stewart (Ed Bair), William Fawcett (stalliere), Rory Calhoun (Artie Mathewson), Jane Darwell (Angie Mathewson), Joyce Meadows (Melanie Sanders), House Peters, Jr. (Ick Fears), William Mims (Gurn Meeker)

## The Mark Miner Story
- Prima televisiva: 15 novembre 1961
- Diretto da: Herschel Daugherty
- Scritto da: Norman Jolley

### Trama
- Guest star: Robert Cornthwaite (reverendo Norris), Michael Burns (Mathew Miner), Walter Coy (Thorn), Barbara Parkins (Eve), Brandon de Wilde (Mark Miner), Kay Stewart (Mrs. Simms)

## The Bruce Saybrook Story
- Prima televisiva: 22 novembre 1961
- Diretto da: Virgil Vogel
- Scritto da: Peter Germano

### Trama
- Guest star: Brian Aherne (Lord Bruce Saybrook), Antoinette Bower (Diana Saybrook), Liam Sullivan (Tommy Saybrook), Richard Ney (Bevan Alston)

## The Lizabeth Ann Calhoun Story
- Prima televisiva: 6 dicembre 1961
- Diretto da: Virgil Vogel
- Scritto da: Norman Jolley

### Trama
- Guest star: Dana Wynter (Lizabeth Ann Calhoun), Richard Crane (Lon Harper), Raymond Bailey (maggiore Hanley), Peter Whitney (El Ladron)

## The Traitor
- Prima televisiva: 13 dicembre 1961
- Diretto da: Dick Moder
- Scritto da: Norman Jolley

### Trama
- Guest star: Myron Healey (sergente Oakes), Jeanne Cooper (Madge Upton), Stacy Keach, Sr. (maggiore Hansen), Anthony Caruso (Muerte/Joe), Nick Adams (Sam Upton), Alex Montoya (bandito)

## The Bettina May Story
- Prima televisiva: 20 dicembre 1961
- Diretto da: Richard Donner
- Scritto da: Allen H. Miner

### Trama
- Guest star: Bennye Gatteys (Ginny Kiefer), Jud Taylor (Arthur May), Perry Cook (sceriffo), Sandra Knight (Mabel May), Bette Davis (Bettina May), Ron Hayes (Gene Kiefer), Joby Baker (Nathan May), Asa Maynor (Rose May), Lili Kardell (Lilly)

## Clyde
- Prima televisiva: 27 dicembre 1961
- Diretto da: Virgil Vogel
- Scritto da: Gene L. Coon

### Trama
- Guest star: Nora Marlowe (Mrs. Greenlee), Harry Von Zell (John Sherman), Michael McGreevey (Sonny Sherman), Lenore Kingston (Mrs. Sherman), Frank DeKova (capo Arapaho)

## The Martin Onyx Story
- Prima televisiva: 3 gennaio 1962
- Diretto da: Jerry Hopper
- Scritto da: Robert Yale Libott

### Trama
- Guest star: Jack Albertson (sindaco Jeb Giddings), Morgan Woodward (Killer), Tamar Cooper (Aggie Thatcher), Sam Edwards (Billy Bales), Jack Warden (Martin Onyx/Randolph Shaw), Rhys Williams (Angus Breck), Sherwood Price (Killer), David Leland (sceriffo Terran)

## The Dick Pederson Story
- Prima televisiva: 10 gennaio 1962
- Diretto da: Virgil Vogel
- Scritto da: Leonard Praskins

### Trama
- Guest star: Cindy Carol (Reenie Cutler), Nora Marlowe (Rebecca Brewer), Betsy Robinson (Vicky Cutler), Susie Mathers (Ellie Cutler), James MacArthur (Dick Pederson), Anne Helm (Janey Cutler), Alice Frost (Mrs. Cutler), Monique Vermont (Cassie Cutler), I. Stanford Jolley (Pederson)

## The Hobie Redman Story
- Prima televisiva: 17 gennaio 1962
- Diretto da: Virgil Vogel
- Scritto da: Thomas Thompson

### Trama
- Guest star: Arch Johnson (Glen Andrews), Ann Jillian (Sandra Carlson), Parley Baer (Clyde Montgomery), Barbara Eiler (Ruth Carlson), Lin McCarthy (Hobie Redman), Amzie Strickland (Agnes Montgomery)

## The Malachi Hobart Story
- Prima televisiva: 24 gennaio 1962
- Diretto da: David Butler
- Scritto da: Ken Kolb

### Trama
- Guest star: Fern Barry (Leona Standish), Wally Brown (George Gresham), Robert Dugan (uomo), Steve Darrell (Roy Standish), Franchot Tone (Malachi Hobart), Irene Ryan (Martha Gresham), Gene Roth (Bidder)

## The Dr. Denker Story
- Prima televisiva: 31 gennaio 1962
- Diretto da: Frank Arrigo
- Soggetto di: William Douglas Lansford

### Trama
- Guest star: Kathleen O'Malley (Emma Beaufort), Peter Mamakos (Frank Morgan), William Tannen (Slater), James Lydon (George Blair), Theodore Bikel (dottor Daniel Denker), Michael Burns (Billy Latham), George Keymas (Ed Beaufort), Eric Barnes (Badger)

## The Lonnie Fallon Story
- Prima televisiva: 7 febbraio 1962
- Diretto da: Virgil Vogel
- Scritto da: Harold Swanton

### Trama
- Guest star: Angela Greene (Laura), Paul Birch (Henry Weeker), I. Stanford Jolley (Link Foster), Pitt Herbert (Doc Spence), Gary Clarke (Lonnie Fallon), Frank Overton (Martin Jennings), Lynn Loring (Kathy Jennings), Alan Hale, Jr. (Kirby), Stacy Harris (sceriffo Francher), Verna Felton (Gran Jennings)

## The Jeff Hartfield Story
- Prima televisiva: 14 febbraio 1962
- Diretto da: Dick Moder
- Scritto da: Leonard Praskins

### Trama
- Guest star: Jackie Loughery (Jenny Hartfield), House Peters, Jr. (Link Hartfield), Mary Gregory (Mrs. Adams), Ross Elliott (Adams), Jack Chaplain (Jeff Hartfield), Roger Mobley (Steve Brewster), Dennis Rush (Davey Adams), Michael Forest (Dallas), Billy Halop (Brewster)

## The Daniel Clay Story
- Prima televisiva: 21 febbraio 1962
- Diretto da: Don Taylor
- Scritto da: Steven Ritch

### Trama
- Guest star: George N. Neise (giudice Eli Brown), Orville Sherman (Joe Martin), Jean Inness (Mrs. Lathrop), Renee Godfrey (Mrs. Brown), Claude Rains (Daniel Clay), Frances Reid (Margaret Clay), Fred Beir (John Cole), Peter Helm (Ethan Clay), Maggie Pierce (Frances Cole), Jack Mather (Frank Lathrop), Hal Smith (Carl Grant), Ralph Neff (Ed Pyle)

## The Lieutenant Burton Story
- Prima televisiva: 28 febbraio 1962
- Diretto da: Virgil Vogel
- Soggetto di: Ken Kolb

### Trama
- Guest star: Jenny Maxwell (Susan Lane), Ray Stricklyn (Danny Maitland), Rob Reiner (Thomas), Brett King (caporale Rawlings), Dean Jones (tenente Burton), Charles McGraw (sergente Wesley Kile), Ray Baumann (Paul Timpkins)

## The Charley Shutup Story
- Prima televisiva: 7 marzo 1962
- Diretto da: Virgil Vogel
- Scritto da: Gene L. Coon

### Trama
- Guest star: Dorothy Green (Ethel Muskie), R. G. Armstrong (John Muskie), Frank Bello (Ed Muskie), John Bryant (ufficiale di Cavalleria), Anita Sands (Marie Muskie), Dick York (Charley Shutup), Tim Frawley (Talbot Muskie)

## The Amos Billings Story
- Prima televisiva: 14 marzo 1962
- Diretto da: Dick Moder
- Scritto da: Peter Germano

### Trama
- Guest star: Kreg Martin (Neal), Jena Engstrom (Loan), John Zaremba (Tom Keenan), Tom Sweet (Crow), Paul Fix (Amos Billings), Jon Locke (Gabe Billings), Dennis Patrick (Josh Anders), Gregg Palmer (Corso), Charles Horvath (Tenspot)

## The Baylor Crofoot Story
- Prima televisiva: 21 marzo 1962
- Diretto da: Virgil Vogel
- Soggetto di: Prentiss Combs

### Trama
- Guest star: John Larch (Jethro Creech), Robert Culp (Baylor Crofoot), Leonard Nimoy (Emeterio Vasquez), Charles Herbert (Tad Holister), Joyce Taylor (Ruth Creech)

## The George B. Hanrahan Story
- Prima televisiva: 28 marzo 1962
- Diretto da: Virgil Vogel
- Scritto da: Gene L. Coon

### Trama
- Guest star: Harry Carey, Jr. (Tim Hogan), Frank DeKova (Running Bear), Brett King (Haynes), Douglas Jones (Charley Haynes), Lee Tracy (George B. Hanrahan), Dennis McCarthy (Burton)

## The Swamp Devil
- Prima televisiva: 4 aprile 1962
- Diretto da: Dick Moder
- Scritto da: Norman Jolley

### Trama
- Guest star: Robert Bice (Bear Claw), Kay Stewart (Mrs. Harris), Norman Leavitt (Frank), Adrienne Marden (Anna), Philip Bourneuf (Joshua), Otto Waldis (Otto Burger), Richard H. Cutting (Harris), Dal McKennon (Dobie)

## The Cole Crawford Story
- Prima televisiva: 11 aprile 1962
- Diretto da: Frank Arrigo
- Scritto da: Thomas Thompson

### Trama
- Guest star: Diana Millay (Helen Crawford), Ray Teal (Shag Dorty), Brett King (Frank), Fay Wray (Mrs. Edwards), James Drury (Cole Crawford), Robert Colbert (Blake Dorty), Rod Bell (Edwards)

## The Levi Hale Story
- Prima televisiva: 18 aprile 1962
- Diretto da: Virgil Vogel
- Scritto da: Leonard Praskins

### Trama
- Guest star: Trevor Bardette (sceriffo Will Rudge), John McIntire (Levi Hale), Dan White (conducente), Hugh Sanders (Warden Packer), Myron Healey (vice)

## The Terry Morrell Story
- Prima televisiva: 25 aprile 1962
- Diretto da: Jesse Hibbs
- Scritto da: Peter Germano

### Trama
- Guest star: Lane Bradford (Zeb Landrus), Paul Langton (Ralph Morse), Walter Reed (sceriffo Signor), Eve McVeagh (Yolanda Landrus), David Ladd (Terry Morrell), Henry Jones (Ben Morrell), Vivi Janiss (Letty Morse), Carmen Pace (Tessie Landrus)

## The Jud Steele Story
- Prima televisiva: 2 maggio 1962
- Diretto da: Ted Post
- Scritto da: Peter Germano

### Trama
- Guest star: Joe Turkel (Eddie), Cliff Osmond (Simmons), Fred Sherman (assistente/ addetto), Tim Graham (Sam Broderick), Edward Binns (Jud Steele), Arthur Franz (Nathan Forge), Mary La Roche (Ursula), Robert J. Wilke (Wesley Thomas), Hillary Yates (Bar Girl)

## The Mary Beckett Story
- Prima televisiva: 9 maggio 1962
- Diretto da: Dick Moder
- Soggetto di: Paul Heywood

### Trama
- Guest star: Carole Wells (Ginny Beckett), Lee Bergere (Alex Lamont), Whit Bissell (Frank Lane), Jocelyn Brando (Martha Lane), Anne Jeffreys (Mary Beckett), Joe Maross (Robert Waring)

## The Nancy Lee Davis Story
- Prima televisiva: 16 maggio 1962
- Diretto da: Dick Moder
- Scritto da: Steven Ritch

### Trama
- Guest star: Marshall Reed (sceriffo), Kay Stewart (Mrs. Davis), Don Gazzaniga (Jeb Martin), Byron Foulger (Hibbs), Keith Richards (Lace Andrews), Lory Patrick (Nancy Lee Davis), Cloris Leachman (Loretta), Russell Collins (Doc Shaw), George Keymas (Pitts), Robert Anderson (Rafer), Sam Edwards (Hody), John Mitchum (ubriaco nel saloon)

## The Frank Carter Story
- Prima televisiva: 23 maggio 1962
- Diretto da: Virgil Vogel
- Scritto da: Steven Ritch

### Trama
- Guest star: Edward Platt (Cyrus Bolton), Gloria Talbott (Martha Chambers), Jeanne Bates (Mrs. Casper), Norman Leavitt (Joe Casper), Albert Salmi (Frank Carter), Frances Reid (Mary Carter), William Fawcett (Tapper)

## The John Turnbull Story
- Prima televisiva: 30 maggio 1962
- Diretto da: Charles Haas
- Scritto da: Gene L. Coon

### Trama
- Guest star: Carleton G. Young (giudice Burkhardt), Tim Frawley (Hank), Jess Kirkpatrick (operatore del telegrafo), Frank Wilcox (colonnello Draper), Henry Silva (John Turnbull), Steven Geray (Jacob Solomon), Warren Stevens (Jack Thorne), Dayton Lummis (T. J. Gingle), John War Eagle (Nah-An-Kanay), I. Stanford Jolley (Burro Beedie), Frank Wilson (colonnello Draper), X Brands (nativo americano)

## The Hiram Winthrop Story
- Prima televisiva: 6 giugno 1962
- Diretto da: Virgil Vogel
- Scritto da: Peter Germano

### Trama
- Guest star: Art Lund (Lair Riatt), Barbara Woodell (Jessica), Claudia Bryar (Mary Carter), Frank Gerstle (Frank Carter), Eduard Franz (Hiram Winthrop), Ron Soble (Two Arrows), Aline Towne (Meg)

## The Heather Mahoney Story
- Prima televisiva: 13 giugno 1962
- Diretto da: Virgil Vogel
- Scritto da: Norman Jolley

### Trama
- Guest star: Harry Holcombe (Waterbury), Cyril Delevanti (Jamison), Lillian Bronson (Mrs. Woodbury), Addison Richards (Wilson), Jane Wyatt (Heather Mahoney), Nellie Burt (madre O'Hara), John Emery (Harry Breckenridge), John Holland (Rollins)